# مارشال ديل
مارشال ديل (بالإنجليزية: Marshall Dill)‏ هو منافس ألعاب قوى أمريكي، ولد في 9 أغسطس 1952 في ديترويت في الولايات المتحدة.

## وصلات خارجية
- مارشال ديل على موقع الاتحاد الدولي لألعاب القوى (الإنجليزية)